# Federazione calcistica d'Israele
La Federazione calcistica d'Israele (in ebraico ההתאחדות לכדורגל בישראל‎? oppure HaHitakhdut leKaduregel beYisrael, acronimo IFA) è l'ente che governa il calcio in Israele.
Fondata nel 1928, ha sede a Ramat Gan e controlla il campionato nazionale, la coppa nazionale e la Nazionale del paese.

## Storia
La Eretz Israel/Palestine Football Association fu fondata nell'agosto del 1928 e presentò richiesta di affiliazione alla FIFA, che la accolse il 6 giugno 1929. La Eretz Israel/Palestine football league fu creata nel 1932 e nel 1954 si iscrisse all'AFC, l'ente che governa le federazioni calcistiche asiatiche. Nel 1974 la federcalcio israeliana fu estromessa dall'AFC dopo le pressioni dei paesi arabi e soprattutto musulmani, che si rifiutavano di giocare contro Israele. Per più di dieci anni la federazione non fece parte di nessun organo, escluse brevi parentesi sotto l'egida dell'OFC e dell'UEFA. Nel 1991 fu accettata dall'UEFA come membro associato e, dal 1994, come membro permanente dell'organizzazione.